# Sânziană

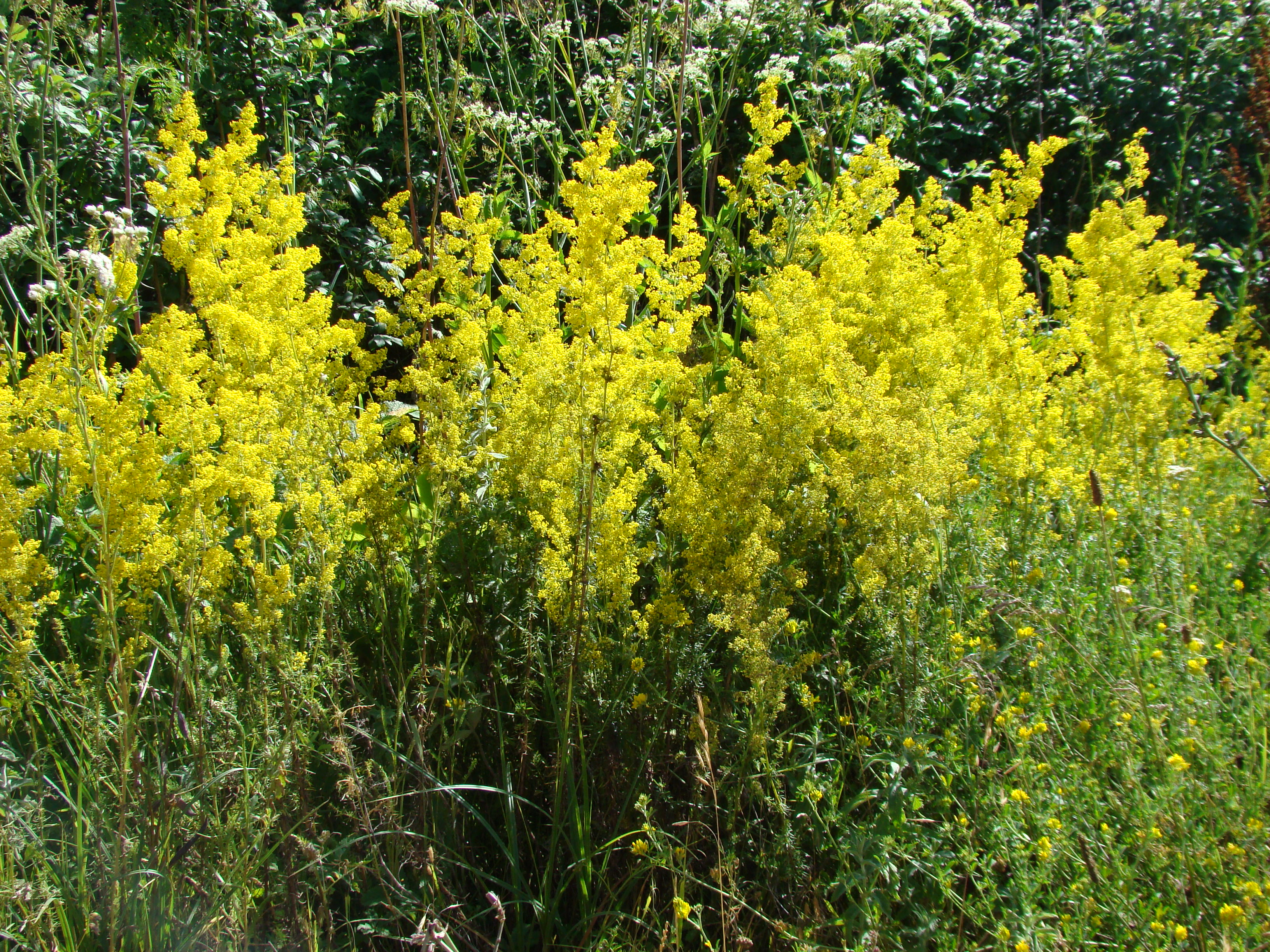
Sânziană galbenă în Transilvania

Sânziana este o plantă erbacee perenă din familia Rubiaceae. În flora României se întâlnesc varietățile Galium verum (sânziana galbenă) și Galium mollugo (sânziana albă). Planta are două denumiri zonale: sânziană (în Transilvania, Banat, Maramureș, Bucovina, nordul Moldovei, Oltenia) și drăgaică (Muntenia, Dobrogea, Moldova de sud și centrală).